# Dow Jones Industrial Average

Logo Dow Jones

Indeks Dow Jones Industrial Average w latach 1928–1930

Dow Jones Industrial Average (DJIA) – jeden z najważniejszych indeksów akcji spółek notowanych na New York Stock Exchange i NASDAQ.
Indeks ten został stworzony przez Charlesa Dowa i statystyka Edwarda Jonesa. Indeks Dow Jones jest drugim najstarszym działającym indeksem akcji w Stanach Zjednoczonych po Dow Jones Transportation Average. Obecnie składa się on z 30 największych amerykańskich przedsiębiorstw.

## Historia
Dow Jones został opublikowany po raz pierwszy 26 maja 1896 roku. Składał się wtedy z akcji 12 spółek. Z tamtych 12 przedsiębiorstw jedynie General Electric wchodzi jeszcze w skład wskaźnika (z przerwą w latach 1898–1907).
Pozostałe 11 spółek to:
- American Cotton Oil Company, poprzednik Bestfoods, obecnie część Unilever
- American Sugar Company, obecnie Amstar Holdings
- American Tobacco Company, istniała do 1911
- Chicago Gas Company, obecnie Peoples Energy Corporation
- Distilling & Cattle Feeding Company, obecnie Millennium Chemicals(inne języki)
- Laclede Gas Light Company, obecnie The Laclede Group
- National Lead Company(inne języki), obecnie NL Industries(inne języki)
- North American Company(inne języki), istniała do lat 40. XX wieku
- Tennessee Coal, Iron and Railroad Company(inne języki), kupiona w 1907 roku przez U.S. Steel
- U.S. Leather Company, zlikwidowana w 1952 roku
- U.S. Rubber Company, w 1990 roku kupiona przez Michelin

Podczas pierwszej publikacji kurs indeksu wyniósł 40,94 punktów. W 1916 roku zwiększono portfel akcji do 20, a w 1928 roku do 30 spółek.
24 października 1929 roku przeszedł do historii jako czarny czwartek i był pierwszym dniem gwałtownej wyprzedaży akcji na nowojorskiej giełdzie. Mimo próby uspokojenia sytuacji następnego dnia, 28 i 29 października DJIA stracił kolejno 12,82% i 11,73%. Wyższy poziom niż ten przed krachem, indeks osiągnął dopiero w latach 50 XX wieku, czyli niemalże 30 lat po załamaniu.
14 listopada 1972 roku indeks Dow Jones osiągnął po raz pierwszy poziom 1000 punktów. W latach 80. i 90. XX wieku można było zaobserwować jego znaczny wzrost. 5000 punktów przekroczył 21 listopada 1995 roku, a 10 000 punktów 29 marca 1999 roku. Najwyższą wartość w tym okresie osiągnął 14 stycznia 2000 roku – 11 722,98 punktów. Dopiero po następnych 6 latach i 9 miesiącach indeks przekroczył 12 000 pkt. Na tak wolnym wzroście zaważyły zamachy na World Trade Center i Pentagon z 11 września 2001 roku i następujące po nich turbulencje. Najwyższą wartością, jaką miał było 14 887 punktów w 2013 roku. Największy w historii indeksu dzienny procentowy spadek wartości zanotowano 19 października 1987 roku. Był to tzw. czarny poniedziałek. Tego dnia Dow Jones Industrial Average stracił 22,6% swojej wartości.
Największy dzienny punktowy spadek indeksu odnotowano 9 marca 2020 roku. Strata wyniosła 1969,15 pkt.
Na sesji giełdowej w dniu 25 stycznia 2017 roku indeks Dow Jones po raz pierwszy w historii przekroczył wartość 20 tys. punktów, natomiast w dniu 24 listopada 2020 roku przekroczył wartość 30 tys. punktów.

## Skład indeksu
Według stanu na 23 kwietnia 2015, Indeks Dow Jones Industrial Average składa się z akcji 30 spółek:

- 3M
- American Express
- Apple
- Boeing
- Caterpillar
- Chevron
- Cisco
- Coca-Cola Company
- DuPont
- ExxonMobil Corp.
- General Electric
- Goldman Sachs
- Home Depot
- Intel Corp.
- International Business Machines
- Johnson & Johnson Corporation
- JPMorgan Chase & Co.
- McDonald’s Corporation
- Merck & Co.
- Microsoft Corporation
- Nike
- Pfizer
- Procter & Gamble
- Travelers
- UnitedHealth Group
- United Technologies
- Verizon Communications
- Visa
- Wal-Mart Stores, Inc.
- The Walt Disney Company